# Patricia Saint-John
Patricia Mary Saint-John, née le 5 avril 1919 à Southampton et morte le 15 août 1993 à Coventry, est une écrivain britannique. Après sa jeunesse passée à l'étranger et notamment en Suisse auprès de ses parents, elle travaille pendant la plus grande partie de sa vie comme infirmière missionnaire au Maroc. Elle a écrit de nombreux livres d'inspiration mystique ainsi qu'une autobiographie, et une biographie de son père, le missionnaire Harold St John.
Parmi ses ouvrages on peut citer Qui a donc frappé ?, publié en français en 1952 et qui fut adapté à la fois : à l'écran en 1979 sous le titre Un Trésor dans la Neige par Michael Pritchard d'après son nom anglais (Treasures of the snow, publié en 1980), et en 1983 par Kōzō Kusuha du studio Nippon Animation sous forme de dessin animé sous le nom de Dans les Alpes avec Annette.